# Tracey Thorn
Tracey Anne Thorn  (26 de setembro de 1962) é uma cantora britânica. Ela é mais conhecida como metade da dupla Everything but the Girl formada com Ben Watt em 1982 até 1999. Ela foi membro da banda Marine Girls entre 1980 e 1983 e desde 2007 atua como artista solo.

## Vida
Thorn nasceu em Brookmans Park, Hatfield, Hertfordshire, cresceu em Hatfield e estudou Inglês na Universidade de Hull, onde se formou em 1984, com honra de melhor aluna. Mais tarde, ela cursou um  mestrado no Birkbeck College, Universidade de Londres.
Após 28 anos de relacionamento, se casou com seu parceiro Ben Watt em 2009. Atualmente residem em Hampstead, norte de Londres. O casal tem duas filhas gêmeas, nascidas em 1998, e um filho, nascido em 2001.
Thorn lançou sua autobiografia em 2013.

## Discografia

### Álbuns de estúdio
| Ano  | Detalhes                                                                                  | Peak chart positions | Peak chart positions | Peak chart positions | Peak chart positions |
| Ano  | Detalhes                                                                                  | UK                   | GRE                  | SWE                  | US                   |
| ---- | ----------------------------------------------------------------------------------------- | -------------------- | -------------------- | -------------------- | -------------------- |
| 1982 | A Distant Shore - Lançamento: setembro de 1982 - Gravadora: Cherry Red                    | -                    | -                    | -                    | -                    |
| 2007 | Out of the Woods - Lançamento: 5 de março de 2007 - Gravadora: Virgin/Astralwerks         | 38                   | -                    | 44                   | 172                  |
| 2010 | Love and Its Opposite - Lançamento: 17 de maio de 2010 - Gravadora: Strange Feeling/Merge | 51                   | 16                   | 22                   | 144                  |

### EPs
- 2010 – Opposites EP (contém remixes experimentais de faixas de Love and Its Opposite)
- 2011 – You Are A Lover EP
- 2011 - Night Time EP

### Singles
| Ano  | Título               | Álbum                 |
| ---- | -------------------- | --------------------- |
| 1982 | "Plain Sailing"      | A Distant Shore       |
| 2007 | "It's All True"      | Out of the Woods      |
| 2007 | "Raise the Roof"     | Out of the Woods      |
| 2007 | "Grand Canyon"       | Out of the Woods      |
| 2007 | "King's Cross"       | Out of the Woods      |
| 2010 | "Oh, the Divorces!"  | Love and its Opposite |
| 2010 | "Why Does the Wind?" | Love and its Opposite |

### Colaborações
| Ano  | Canção                                                    | Álbum                                                                 |
| ---- | --------------------------------------------------------- | --------------------------------------------------------------------- |
| 1984 | "Venceremos (We Will Win)" com Working Week               |                                                                       |
| 1984 | "The Paris Match" com The Style Council                   | Chilled Jazz com The Style Council e Cafe Bleu (álbum Style Council ) |
| 1987 | "Head Full of Steam " com The Go-Betweens                 | Liberty Bell and the Black Diamond Express                            |
| 1987 | "Big Snake" com Lloyd Cole and the Commotions             | Mainstream                                                            |
| 1993 | "Over the Rainbow" com James McMillan                     | Makin' Changes por James McMillan                                     |
| 1994 | "Protection" com Massive Attack                           | Protection (Massive Attack)                                           |
| 1994 | "Better Things" com Massive Attack                        | Protection (Massive Attack)                                           |
| 1995 | "The Hunter Gets Captured by the Game" com Massive Attack | Batman Forever                                                        |
| 1997 | "The Tree Knows Everything" com Adam F                    | Colours (Adam F)                                                      |
| 2007 | Damage]]" com Tiefschwarz                                 | Eat Books (Tiefschwarz)                                               |
| 2008 | "Overture" com The Unbending Trees                        | Chemically Happy (Is the New Sad)                                     |
| 2009 | "Yeah! Oh Yeah!" com Jens Lekman                          | Score! 20 Years of Merge Records: The Covers!                         |
| 2010 | "Without Me" com Tevo Howard                              |                                                                       |